# Hande Yener
Hande Yener (Istanbul, 12 gennaio 1973) è una cantante turca.
Tra le più note artiste del proprio Paese, negli ultimi dieci anni ha introdotto stili diversi nella scena pop musicale turca in continua espansione. Ogni album ha generato molto interesse, non solo in Turchia, grazie all'abilità della cantante nel destreggiarsi abilmente tra diversi stili musicali.

## Biografia

### 1973-1999: Primi anni di vita e inizi della carriera
Nacque come Makbule Hande Özyener il 12 gennaio 1973 a Kadıköy, Istanbul. Dopo la scuola secondaria avrebbe voluto iscriversi al conservatorio, ma i suoi genitori erano contrari per cui glielo hanno impedito. I suoi studi presero pertanto un'altra direzione, iscrivendosi alla Erenköy Girls High School. Poco dopo aver abbandonato la scuola superiore contrae matrimonio, all'età di 17 anni con Uğur Kulaçoğlu. Nel 1991, ha dato alla luce Çağın. Ha iniziato a prendere lezioni di canto da Erdem Siyavuşgil e ha tentato, senza successo, di contattare la cantante turca Sezen Aksu.
Comunque, nel 1992, Hande Yener ha incontrato nel grande magazzino in cui lavorava, la cantante Hülya Avşar. Hande Yener grazie al suo talento convinse tutti, Avsar ad organizzare un'audizione con Senze Aksu, e la stessa Sense Aksu, che, dopo averla sentita, la scritturò come vocalist per il suo album "Deli Kızın Türküsü". Per la Yerner fu l'inizio della sua carriera musicale, poiché, lavorando con Sense Aksu le ha permesso non solo di acquisire esperienza come artista, ma anche di contribuire alla produzione, nel corso degli anni '90, di alcuni album della stessa Aksu.

### 1999-2001:Senden İbareteExtra
Hende Yener ha lavorato per due anni con Aksu come vocalist. Ha pubblicato il suo primo album nel 2000, con il titolo, Senden İbaret.
Il primo singolo dell'album, Yalanın Batsın, si è rivelato un presto un successo, giungendo primo in classifica, così come il secondo singolo, Yoksa Mani, una traccia pop con elementi orientali.
Un terzo singolo di Senden İbaret, Extra, pubblicato nel 2001, conteneva diversi remix delle canzoni dall'album, insieme a un paio di nuove tracce.

### 2002-2003:Sen Yoluna ... Ben Yoluma ...
Successivamente nel 2002, venne rilasciato il secondo album, dal titolo: "Sen Yoluna ... Ben Yoluma ....". L'album incorporava parte della musica tradizionale turca con musica pop, ed includeva i singoli che davano il titolo all'album,  "Sen Yoluna ... Ben Yoluma ..."  e  "Küs". La pubblicazione dei brani venne seguita, in Turchia e all'estero, da una serie concerti, tutti esauriti.

### 2004-05:Aşk Kadın Ruhundan Anlamıyor
La cantante pubblicó il suo terzo album, Aşk Kadın Ruhundan Anlamıyor, nel 2004. L'album ha generato sei hit mondiali, tra cui Acele Etme, Kırmızi, Acı Veriyor,  Armağan, Hoşgeldiniz e Bu Yüzden. Altri brani che divennero molto popolari in tutta la Turchia furono Savaş Sonrası e  Aşk Kadın Ruhundan Anlamıyor. L'album ebbe successo anche in altri paesi, oltre la Turchia, popolarità che durò per più di due anni.

### 2006:ApayrıeHande Maxi
Nonostante il precedente successo, la cantante decise di perfezionare ancora una volta il suo stile musicale. Tentò di incorporare all'interno della classica musica pop turca uno stile europop più ballabile, e, contemporaneamente, cambiando il suo aspetto fisico. Tagliò e tinse i capelli da neri a biondi. Il risultato fu Apayrı, pubblicato all'inizio del 2006. Alcuni dei singoli di successo estratti da Apayrı sono Kelepçe, Aşkın Ateşi e Kim Bilebilir Aşkı. Ognuno di questi brani caratterizzava diversi generi che avevano stupito la Turchia. Kelepçe possedeva un suono groovy disco, Aşkın Ateşi una dolce musica pop e Kim Bilebilir Aşkı presentava un suono nello stile far-eastern con sentori di techno. L'album ha venduto oltre 200.000 copie.
Più tardi, mentre la popolarità di Apayrı si diffuse in tutta la Turchia, Hande decise di rilasciare una canzone contenente maxi-singoli composte con il suo nuovo stile musicale. Il risultato fu Hande Maxi, con il quale ottenne una certa popolarità. Hande Maxi conteneva tre nuove canzoni e tre remix. Queste incorporavano un suono più electropop e tracce di musica trance, suggerendo un altro cambiamento nel suo stile musicale. Una delle nuove canzoni, Biraz Özgürlük riscosse una notevole popolarità.

### 2007-09:Nasıl Delirdim?,HipnozeHayrola?

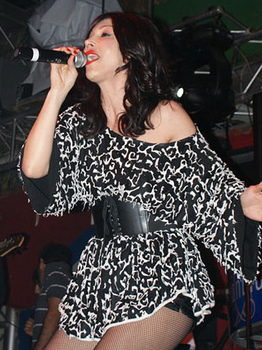
Hande Yener a Marmaris, 2009

Dopo Hande Max, con il suo suono elettronico-trance, la Yener continuò con quello stile, con il quale fu rilasciato, il 15 maggio 2007, l'album Nasıl Delirdim?, album che comprendeva numerose tracce scritte e composte dalla cantante turca, Sezen Aksu. Il primo singolo venne intitolato, Kibir. L'album ha venduto 72.000 copie e comprendeva quattro diverse copertine, tra le quali alcune tridimensionali. L'album concentrava l'attenzione soprattutto sulle preoccupazioni vissute da una donna normale, sulla paranoia, sul lasciarsi andare, sull'essere triste, pazza od egoista. Il secondo singolo venne chiamato, Romeo: una canzone scritta dalla stessa Yener, dedicata al suo fidanzato. Yalan Olmasın, fu pubblicato nel gennaio 2008 come terzo e ultimo singolo accompagnato da un video musicale. Non ha tuttavia ottenuto il successo dei singoli precedenti.
Nell'aprile 2008, fu annunciato che la cantante aveva terminato il suo nuovo album, dal titolo. Hipnoz, pubblicato nel luglio 2008 ed è, come Nasıl Delirdim?, completamente elettronico. Non vendette però come gli album precedenti, raggiungendo "solo" il numero di 40.000 copie vendute. Il titolo dell'album era anche il titolo della canzone principale, oltre ad essere l'unico singolo originale. Hipnoz non ottenne molto successo, raggiungense infatti, secondo Nielsen Music Control, solo la posizione n°10 nella classifica turca,
Tuttavia, non ancora stanca dello stile elettropop, Yener rilasció Hayrola?, uscito il 6 aprile 2009. L'album contiene, ancora una volta, dieci brani, tutti in stile elettropop, il primo prodotto con l'etichetta Avrupa. La cantante lavorò anche con il compositore di musica elettronica, Erol Temizel, e, nove delle canzoni sono testi scritti dalla cantante stessa. I temi principali dell'album raccontano di donne coraggione che abbattono tabù e valori tradizionali, l'incapacità di abbracciare diversi stili di vita e i complessi meccanismi dell'attrazione sentimentale. Le vendite dell'album non raggiunsero quelle di Hipnoz, fermandosi a 37.000 copie. Il primo singolo, così come l'unico rilasciato da questo album, fu il brano dal titolo Hayrola?. Questo ebbe un successo maggiore dei due brani precedenti, raggiungendo la terza posizione sulla classifica musicale turca.

### 2010:Hande'ye Neler Oluyor?eHande'yle Yaz Bitmez
Il primo di aprile del 2010, essendo nuovamente bionda e dopo aver lasciato la cantante Avrupa Müzik, ora parte della casa discografica Poll Production, Hande pubblicò un altro album chiamato Hande'ye Neler Oluyor?. Prima di pubblicarlo, venne annunciato che la cantante sarebbe probabilmente tornata ad esprimere uno stile più pop, il che avrebbe significato abbandonare lo stile elettropop, sia dei suoi precedenti tre album, che della sua EP, Hande Maxi. Sebbene non sia una collezione di canzoni puramente elettropop, l'album non ha eliminato completamente il suono elettronico, anche se in realtà non contiene nessuna strumentazione dal vivo, favorendone uno più orientato più alla pop-dance, e riproponendo alcune canzoni del periodo di Apayrı, uno dei suoi album più türk pop dei primi giorni della sua carriera.
Il disco contiene undici canzoni e tre remix, per un totale di quattordici, tutte scritte da Sinan Akçıl, compositore e produttore discografico turco, probabilmente meglio conosciuto come Düm Tek Tek. L'album, nel corso della prima settimana dalla sua uscita, ha venduto più di 50.000 copie, mentre ha raggiunto più di 60.000, copie nel corso della terza e quarta settimana.

### 2011-presente:TeşekkürlereKraliçe

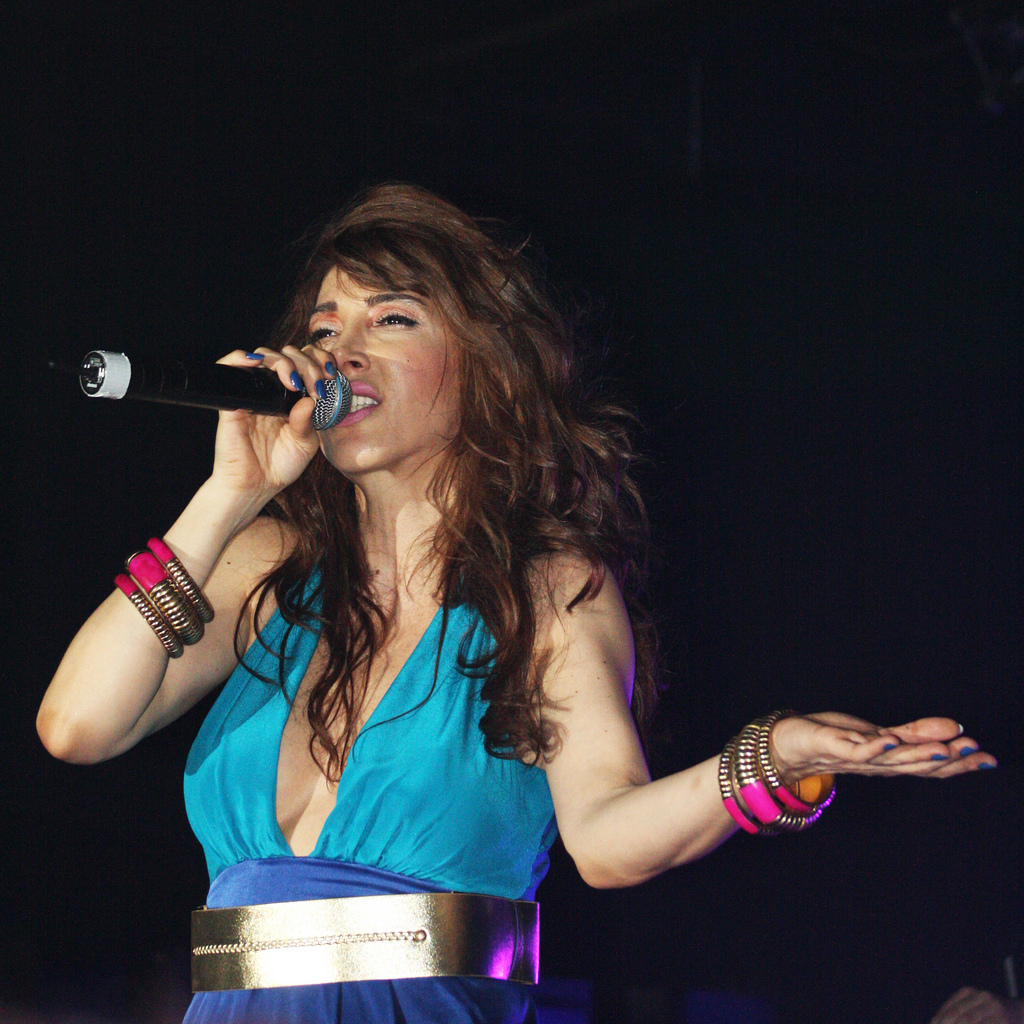
Hande Yener a Bochum, 2011

Il suo ultimo album si intitola Teşekkürler ed è stato co-prodotto dal cantante turco, Sinan Akçıl. Con dodici canzoni, l'album ha dato vita a tre singole edizioni: Bana Anlat, Unutulmuyor e Teşekkürler.

## Discografia
- Senden İbaret (2000)
- Sen Yoluna... Ben Yoluma... (2002)
- Aşk Kadın Ruhundan Anlamıyor (2004)
- Apayrı (2006)
- Nasıl Delirdim? (2007)
- Hipnoz (2008)
- Hayrola? (2009)
- Hande'ye Neler Oluyor? (2010)
- Teşekkürler (2011)
- Kraliçe (2012)
- Mükemmel (2014)
- Hepsi Hit, Vol 1 (2016)
- Hepsi Hit, Vol 2 (2017)
- Carpe Diem(2020)
- Afrodizyak (2023)

## Filmografia

### Attrice
- The Queen Is In The Factory, (2008)

## Tournée
- Sebastian 2015 Tour (2015)